# Tillandsia kuehhasii
Tillandsia kuehhasii là một loài thuộc chi Tillandsia. Đây là loài đặc hữu của Bolivia.

## Hình ảnh

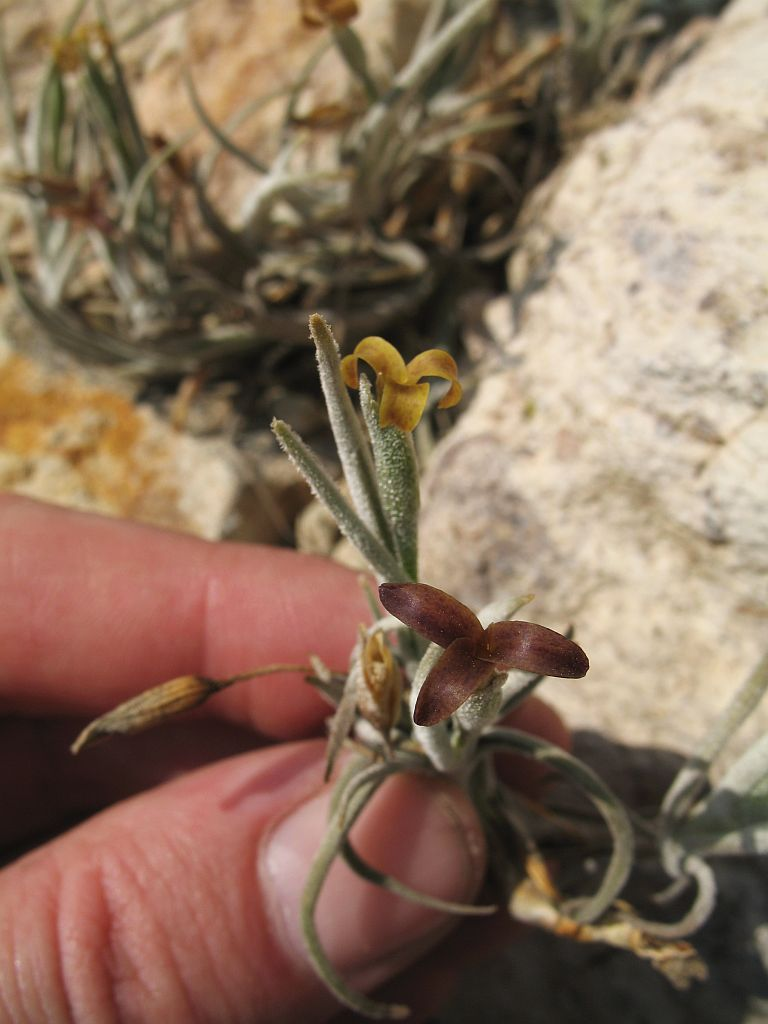
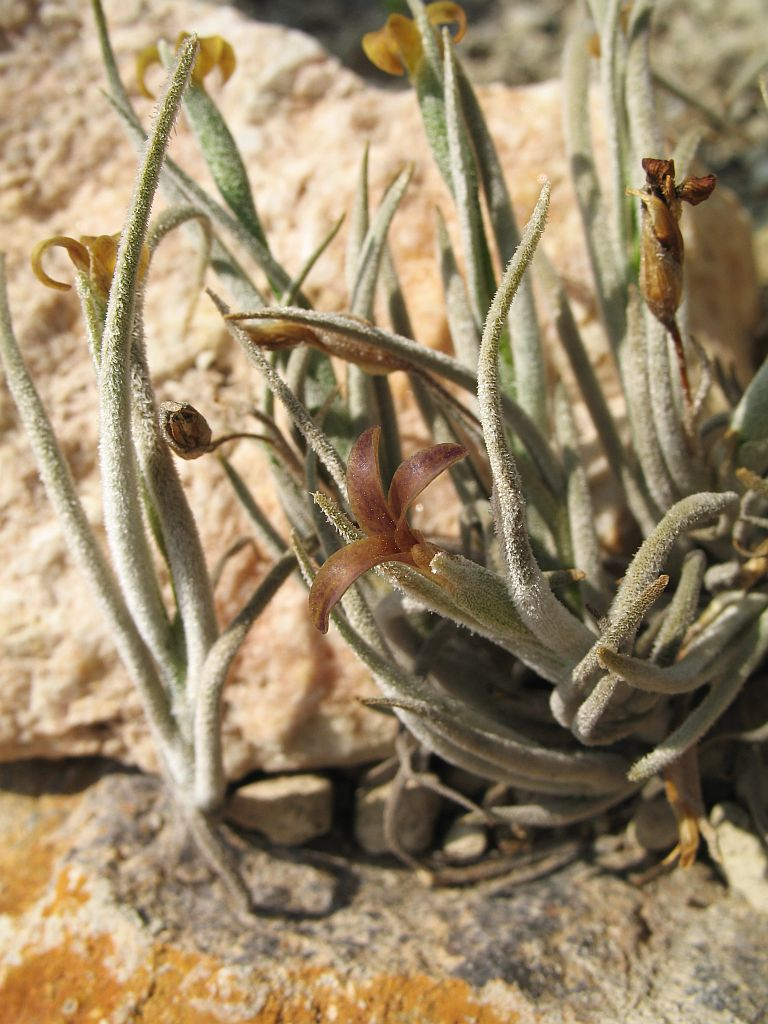